# يويا ميتسوناغا
يويا ميتسوناغا (باليابانية: 光永 祐也) (29 نوفمبر 1995 في فوكوكا في اليابان – )؛ هو لاعب كرة قدم ياباني سابق كان يلعب كمدافع.

## وصلات خارجية
- يويا ميتسوناغا على موقع رابطة كرة القدم اليابانية للمحترفين (اليابانية)
- يويا ميتسوناغا على موقع قاعدة بيانات كرة القدم.إي يو (الإنجليزية)
- يويا ميتسوناغا على موقع Soccerway.com (الإنجليزية)
- يويا ميتسوناغا على موقع عالم كرة القدم.نت (الإنجليزية)